# آلفرد هارولد آلبوت
آلفرد هارولد "آلف" آلبوت (به انگلیسی: Alfred Harold "Alf" Albut) که به صورت رایج با نام ای. اچ آلبوت شناخته می‌شود، نخستین کارمند تمام وقت باشگاه نیوتون هیث بود.